# Leonardo Quintão
Leonardo Lemos Barros Quintão (Taguatinga, 1 de abril de 1975) é um político brasileiro, foi vereador de Belo Horizonte, deputado estadual de Minas Gerais e deputado federal por Minas Gerais. É filho do pastor evangélico e também político Sebastião Quintão.

## Biografia
Em 2000, foi eleito vereador em Belo Horizonte com 9.887 votos. Em 2002, foi eleito deputado estadual em Minas Gerais com 60.528 votos. Em 2006, foi eleito deputado federal por Minas Gerais com 135.306 votos e em 2010, foi reeleito deputado federal com 141.737 votos. Em 2008, concorreu ao cargo de prefeito em Belo Horizonte. Nessa eleição, apesar de liderar as pesquisas por todo o primeiro turno, viu sua campanha descarrilhar em uma virada inesperada, sendo derrotado após receber 530.560 votos, o equivalente a 40,88% dos votos contra 59,12% de Márcio Lacerda (PSB). É presidente do PMDB de Belo Horizonte e 1º vice-presidente do PMDB de Minas Gerais. Ele também foi o redator do novo código de leis da mineração.
Código esse que foi criado em um laptop do escritório Pinheiro Neto, que tem como clientes mineradoras como Vale e BHP, e modificado em pelo menos cem trechos por um de seus sócios, o advogado Carlos Vilhena.  Em sua candidatura à reeleição em 2014, Quintão recebeu R$ 1,8 milhão de empresas de mineração, segundo o Tribunal Superior Eleitoral (TSE). O valor corresponde a 37% do total arrecadado pelo parlamentar. Em 2010, ele recebeu R$ 379,7 mil de empresas da área. 
Em dezembro de 2015, foi escolhido para liderar o PMDB, maior bancada na Câmara, com o apoio do então presidente da Câmara Eduardo Cunha, após os deputados destituírem o então líder Leonardo Picciani (PMDB-RJ), por discordarem dos nomes que o então líder indicou para as vagas que o partido tinha direito no conselho que analisou o processo de impeachment contra Dilma Rousseff.
Ainda em 2015 foi noticiado que Quintão multiplicou seu patrimônio em 56 vezes: de R$ 315 mil para R$ 18 milhões. Em 2002, o economista Leonardo Quintão possuía R$ 315 mil em bens. Era eleito deputado estadual em Minas. Em 2006, R$ 983 mil. Em 2010, reeleito deputado federal, o valor tinha saltado para R$ 2,64 milhões. Em 2014, novo incremento: o novo líder do PMDB declarou ao Tribunal Superior Eleitoral (TSE) possuir R$ 17,9 milhões – entre os quais R$ 2,6 milhões (o total de 2010) em espécie.
Votou a favor do impeachment. Posteriormente, votou a favor da PEC do Teto dos Gastos Públicos. Em abril de 2017 foi favorável à Reforma Trabalhista, que traz flexibilização para os patrões, como pagamento abaixo do salário mínimo mensal e prevalência do acordado sobre o legislado.   Em agosto de 2017 votou contra o processo em que se pedia abertura de investigação do então Presidente Michel Temer, ajudando a arquivar a denúncia do Ministério Público Federal.
Em 25/10/2017, mais uma vez votou para barrar as investigações contra Michel Temer ao votar sim ao relatório que pedia o arquivamento da denúncia contra Temer pelos crimes de obstrução de justiça e organização criminosa apresenta pela Procuradoria Geral da República.
Nas eleições de 2018, foi tema de reportagem sobre a compra de apoio na internet que é considerado ilegal.